# Jack Churchill

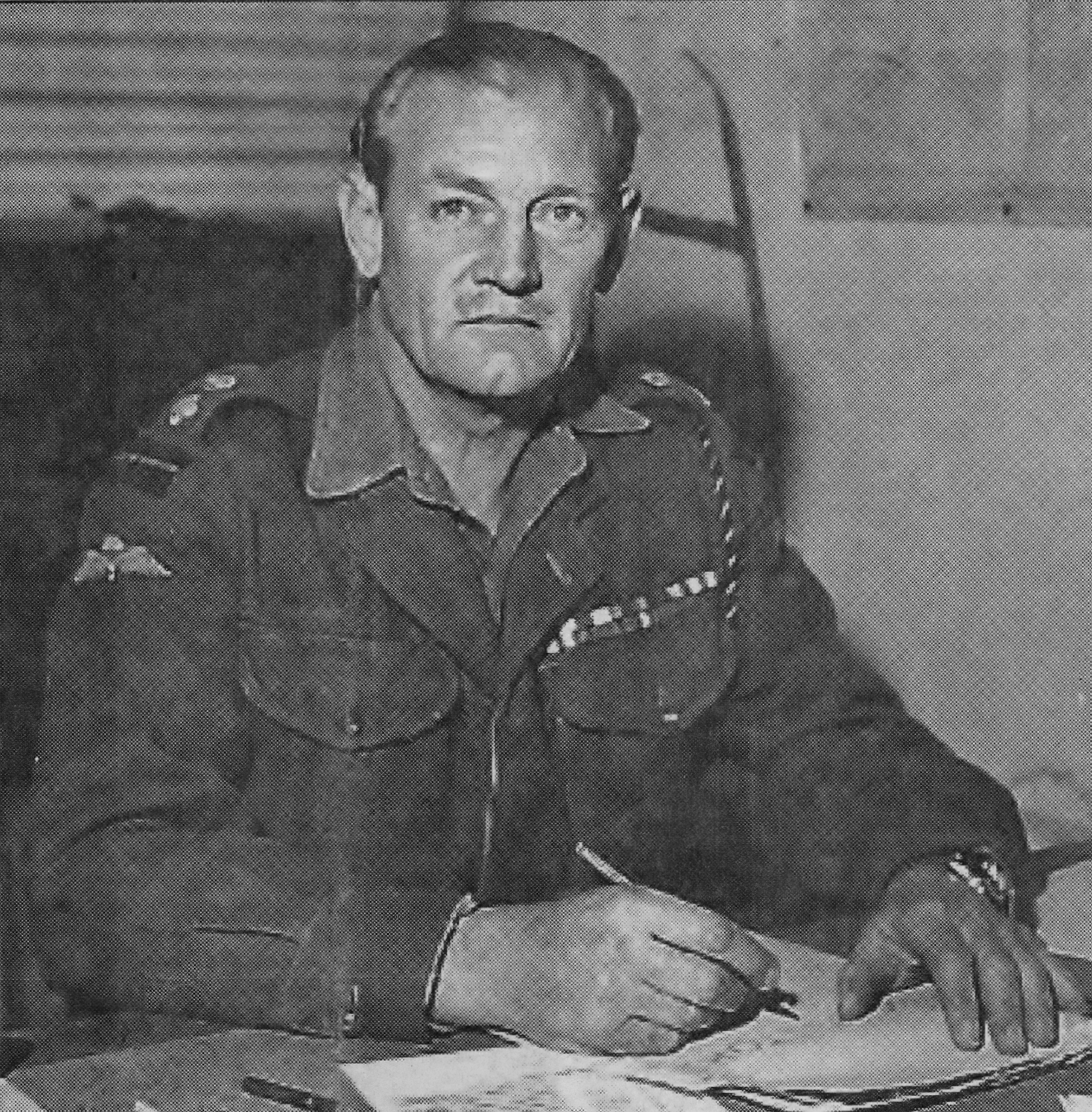
Jack Churchill

John Malcolm Thorpe Fleming Churchill (* 16. September 1906 in Ceylon; † 8. März 1996 in Surrey) war ein britischer Offizier im Dienstgrad eines Lieutenant Colonels, der aufgrund riskanter, jedoch erfolgreicher Einsätze mit dem Distinguished Service Order und dem Military Cross ausgezeichnet wurde.

## Leben
Sein Vater war Alec Fleming Churchill (1876–1961). 1926 absolvierte er die Royal Military Academy Sandhurst in Berkshire und diente dem Manchester Regiment in Burma.
Er wurde als Führer von Kommandotruppen unter den Spitznamen „Fighting Jack Churchill“ und „Mad Jack“ bekannt, weil er im Zweiten Weltkrieg mit Schwert und Dudelsack sowie Langbogen ins Gefecht zog.
Außerdem erlangte er Bekanntheit durch sein Motto „Any officer who goes into action without his sword is improperly dressed“ („Jeder Offizier, der ohne sein Schwert in den Kampf zieht, ist unpassend gekleidet“).
1936 verließ er die Armee und arbeitete als Zeitungsredakteur. Wegen des Ausbruchs des Zweiten Weltkriegs trat er 1939 wieder in die Armee ein. Aufgrund seiner Talente mit dem Dudelsack und im Bogenschießen konnte er kleine Rollen in den Filmen Der Dieb von Bagdad und Der Lausbub aus Amerika spielen.